# Paraerrina
Paraerrina is een geslacht van neteldieren uit de familie van de Stylasteridae.

## Soort
- Paraerrina decipiens Broch, 1942